# La 1
La 1 è il primo canale nazionale dell'azienda radiotelevisiva pubblica spagnola TVE e in termini di ascolti il primo canale dell'azienda, oltreché uno dei maggiori canali televisivi della Spagna assieme ad Antena 3 e Telecinco.

## Storia
La 1 ha iniziato a trasmettere il 28 ottobre 1956, data in cui sono iniziate di fatto le trasmissioni televisive in Spagna. Dal 1966 è affiancato da un secondo canale (l'attuale La 2) e nel 1977 iniziò a trasmettere stabilmente a colori (i primi programmi trasmessi a colori in via sperimentale dal canale risalivano al 1974).
Fino al 2003 è stato il canale televisivo più seguito in Spagna; con l'avvento delle televisioni private la sua audience è progressivamente calata fino a scendere al 16,5%. Anche per questo motivo, a partire dal settembre 2007 ha cambiato nome da La Primera (ovvero La Prima) a La 1; tuttavia dal 2010 esso ha ripreso la leadership degli ascolti, per poi perderla nuovamente dopo l'addio agli spot pubblicitari.
Il 6 febbraio 2024, viene eliminata la versione a definizione standard, mentre l'11 febbraio successivo, viene lanciata la versione in ultra alta definizione.

## Programmazione
Il canale offre una programmazione di stampo generalista con grande attenzione verso l'informazione. Il programma televisivo più seguito è infatti il Telediario (Telegiornale) in onda con tre edizioni quotidiane: una mattutina, una alle 15 e l'ultima alle 21. La notte trasmette il segnale del canale all-news 24 Horas, mentre in altri giorni ci sono degli spazi in prime time come Comando Actualidad (variabile) e lo storico Informe Semanal (sabato).
Tra i programmi di maggiore successo c'è la fiction Cuéntame como pasó che racconta la Spagna a partire dagli anni sessanta, e che ha ispirato in minima parte altre due fiction simili: l'italiana Raccontami trasmessa su Rai 1 e la portoghese Conta-me como foi trasmessa su RTP1. Altre serie molto seguite sono Águila Roja, Acacias 38 (trasmessa in Italia su Canale 5 con il titolo Una vita) e El ministerio del tiempo.
Dal 2013 trasmette con successo la versione spagnola di MasterChef, condotta fino al 2018 dall'ex Miss Spagna Eva González.
A questo canale televisivo ha collaborato più volte, nel corso dei decenni, anche Raffaella Carrà (ad esempio con il fortunatissimo show Hola Raffaella trasmesso nei primi anni novanta, tre programmi dedicati all'Eurovision Song Contest nel 2008 e il galà per i sessant'anni del canale nel 2016).

## Loghi

1956 - 1962
1962 - 1983
1983 - 1989
1989 - 1991
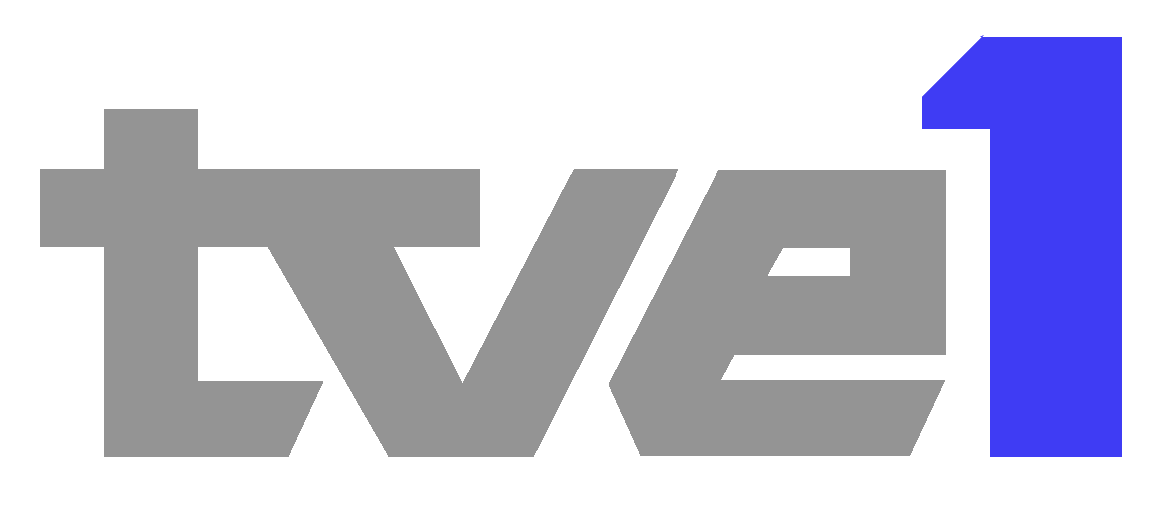
1991 - 2003
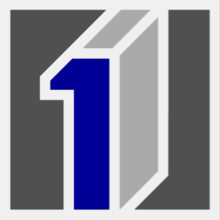
1991 - 1992
1992 - 1999
1999 - 2007[1]
2007 – 2008
In uso dal 2008